# Mas-Thibert

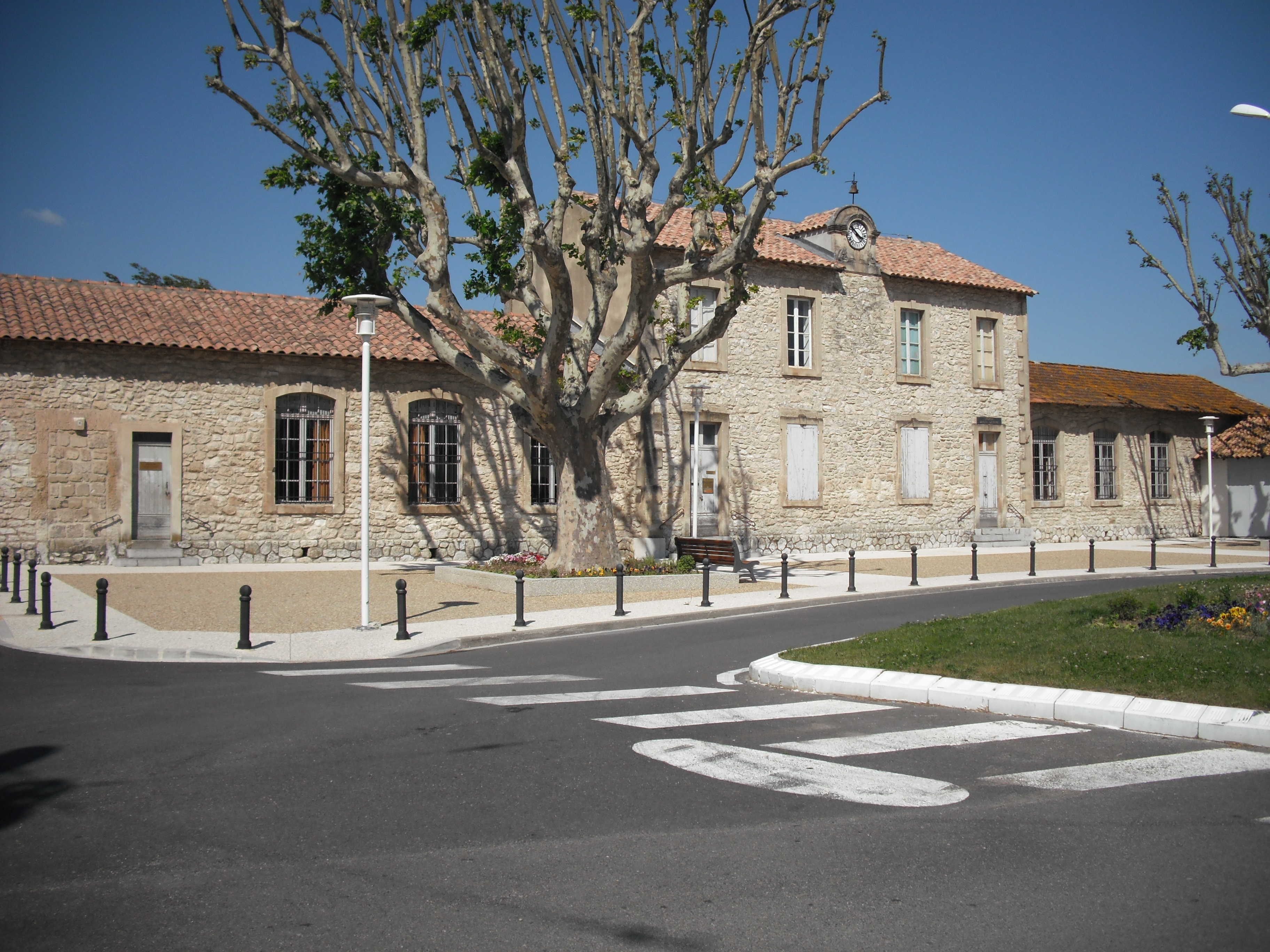
Ehemalige Schule in Mas-Thibert

Mas-Thibert ist ein Ortsteil der Stadt Arles im französischen Département Bouches-du-Rhône. 2006 lebten hier 1393 Menschen.

## Lage
Mas-Thibert liegt 17 Kilometer südöstlich vom Stadtzentrum von Arles am linken Ufer der Rhône. Das Dorf liegt an der D35, die nach Port-Saint-Louis-du-Rhône führt. Das Dorf gehört zum Kanton Arles.

## Geschichte und Kultur
Früher gehörte das Land dem Malteserorden. In den 1960er-Jahren siedelten sich zahlreiche Harkis, die Frankreich im Algerien-Krieg unterstützt hatten, hier an.
Die Kirche Saint-Honorat wurde 1899 fertiggestellt und im Jahr 1900 geweiht. Sie wurde vom Architekten Henri Révoil gebaut. 1995 fand man in der Kirche ein hölzernes Jesuskreuz aus dem 14. Jahrhundert.